# SN 2004gx
SN 2004gx – supernowa typu II odkryta 30 grudnia 2004 roku w galaktyce UGC 12663. W momencie odkrycia miała maksymalną jasność 17,60m.